# Okulinka
Okulinka, Bakulanka (nazwa miejscowa – Vokulanka) – struga, lewy dopływ Narewki o długości 6 km i powierzchni zlewni 12,22 km². Płynie na terenie Gminy Narewka w województwie podlaskim.
Okulinka bierze swój początek we wsi Skupowo, następnie płynie prawie w całości przez tereny Puszczy Ladzkiej. Nad strugą przerzucone są dwa mosty kolejowe – na liniach kolejowych 31 i 911.